# Växjö
Växjö è una località (tätort) della provincia dello Småland, in Svezia, capoluogo della municipalità omonima e della contea di Kronoberg; è la ventiduesima area abitata per popolazione della Svezia.

## Etimologia
L'origine del toponimo deriva dai termini svedesi "väg" (strada) e "sjö" (lago), riferendosi al lago su cui affaccia Växjö, l'Helgasjön, poiché i contadini erano soliti attraversare il lago ghiacciato per raggiungere il mercato in inverno. Nel 1342 ottenne lo status di città.

## Geografia fisica
È situata nella Svezia meridionale, a metà strada fra le due zone costiere di Halmstad e Kalmar, nell'entroterra. Da Malmö dista quasi 200 km e nella parte nord l'abitato urbano si affaccia sul lago Helgasjön. Il paesaggio è di campagna verso sud, collinare e leggermente montuoso verso nord.
Växjö si trova all'incrocio di due laghi ed è uno dei tanti piccoli paesi dello Småland e fa parte dell'attuale Contea di Kronoberg. Il lago Helgasjön, che si trova a nord della città, è uno dei laghi più grandi della Svezia meridionale.

## Storia
A Gripeberg, presso Växjö, si trovano i resti delle mura di una fortificazione si trovano su una collina circondata da ripide scogliere. Si pensa che il forte sia stato costruito nell'Età del Bronzo (dal 1630 al 410 a.C.), probabilmente veniva utilizzato per eventi religiosi e culturali.
A Växjö si commerciava già nell'Età del Ferro. Secondo la leggenda di Sigfrido, il missionario inglese Sigfrido fu il primo missionario cristiano ad arrivare nel Värend e costruì la prima chiesa del Värend a Växjö. Nel 1170 Växjö divenne sede vescovile e quindi meta di pellegrinaggi. Il 13 febbraio 1342 il re Magnus Eriksson concesse alla città i diritti di città. Tuttavia, è provato che in questo sito esisteva già un insediamento nell'XI secolo. A causa della sua posizione sul vecchio confine tra Danimarca e Svezia, la città fu spesso devastata, ad esempio nel 1276, 1570 e 1612, ma fu anche in grado di trarre profitto dal commercio di confine. La città di legno di Växjö bruciò più volte, tra cui nel 1799, 1838 e 1843.

## Luoghi d'interesse
- Cattedrale di Växjö
- Linneparken, il parco botanico dedicato a Linneo, accanto la cattedrale

## Amministrazione

### Gemellaggi
- Duluth
- Almere